# 일테리쉬 카간
일테리쉬 카간(Ilterish Qaghan, 고대 튀르크어 𐰃𐰠𐱅𐰼𐰾:𐰴𐰍𐰣, Elteris qaγan, 중국어 頡跌利施可汗, 아쉬나 쿠툴룩Ashina Qutlugh, 아사나골독록阿史那骨篤祿, ?~691, 재위 682~691)은 돌궐 제2제국(Second Turkic Khaganate) 혹은 후돌궐(後突厥)의 카간(khagan) 혹은 가한(可汗)이다.

## 어린 시절
일테리쉬 카간의 초기 생애는 알려진 것이 없다. 그는 동돌궐(東突厥, Eastern Turkic Khaganate)의 마지막 카간 일릭 카간(Illig Qaghan) 혹은 이리가한(伊利可汗)의 먼 친척이다. 구당서(舊唐書)에 의하면, 그의 아버지는 안북도호부(安北都護部)의 운중도독(雲中都督) 사리원영(舍利元英)의 부추(部酋)였다. 문헌에는 특히 그의 세습작위를 '토둔철(吐屯啜)', 고대 튀르크어로는 '투둔 초르(Tudun Çor)'라고 적혀 있다. 그러나 퀼 테긴(Kul Tegin)의 비문, 이른바 '궐특근비(闕特勤碑)'에 적힌 한문 비명에는 그의 부친이 '골돌록힐근(骨咄祿頡斤)'이라고 적혀 있는데, 이는 고대 튀르크어로 '쿠툴룩 이르킨(qutlugh irkin)'을 옮겨 적은 것이다. 따라서 두 기록은 서로 다름을 알 수 있다. 이는 일테리쉬 카간의 이름인 '쿠툴룩'이 사실은 이름이 아니라 아버지에게서 받은 세습 작위였을 가능성을 보여준다. 이에 관하여, 682년 카간으로서 등극하기 직전 일테리쉬 카간의 작위에 관하여, 투뉴쿠크 비문(Tonyukuk inscription)에서는 군사 지휘자에게 주어지는 특별한 관직인 '샤드(shad)'로 적고 있다.

## 역사

### 봉기
681년 아사나복념(阿史那伏念)의 반란이 실패한 이후, 일테리쉬 카간은 당(唐)에 대항하여 봉기하였다. 일부 돌궐 반란군으로 구성된 5천여 명의 군대를 모은 후, 일테리쉬 카간은 원정을 시작하였고, 당과 토쿠즈 오구즈(Toquz Oghuz)의 군대를 공격하는 데에 초점을 맞췄다.
투뉴쿠크 비문에는 일테리쉬 카간을 왕위에 앉힌 것이 투뉴쿠크와 보일라 바가 타르칸(Boyla Bagha Tarkan)이었다고 기록되어 있다. 중국 문헌에는 그가 즉위후 동생 묵철은 샤드로, 아사나돌실복(阿史那咄悉匐)은 야브구(yabghu)로 앉혔다고 기록되어 있다.
682년 7월 12일, 일테리쉬 카간은 당의 변경을 공격하기 시작했고, 남주(嵐州)를 공격하여 자사 왕덕무를 생포하여 처형했다. 반년 후 본영의 기후가 좋지 못해 돌궐 군대는 병주(并州) 북변을 약탈하기 시작했다. 이에 설인귀(薛仁貴)가 운주(雲州) 방어에 임명되었다. 마침내 두 군대가 접전하였고 돌궐 군대는 패배하여 수천 명의 사상자가 발생하였다. 그러나 돌궐군은 공격을 계속 했고 683년 정주(定州)와 귀주(貴州)를 약탈했다. 다음달 돌궐은 선우총독부(單于總督府)를 포위하여 장행사(張行師)를 죽였다. 이후 울주자사(蔚州刺史) 이사검(李思儉) 역시 돌궐군에게 죽었다.
풍주도독(豐州都督) 최지변(崔智辯)은 돌궐 원정을 지휘했으나 오히려 생포되었다. 이로 인해 당 조정은 풍주 포기하려 했지만 당휴경(唐休璟)의 반대로 실현되진 않았다. 양력 683년 6~7월 사이 돌궐은 난주를 공격하였고 신병도총관(神兵道總管) 양현기(楊玄基)는 승리하여 일테리쉬 카간의 군대를 궤멸하였다. 그러나 난주 공격이 계속되면서 당 고종(高宗)과 당 조정은 이 지역 행정구역을 강등했다. 683년 12월 8일, 지휘관 정무정(程務挺)은 튀르크 본부를 물리칠 원정군을 파견했다.

### 토쿠즈 오구즈와 외튀켄 정벌
684년 일테리쉬 카간은 스텝 비대로 눈을 돌렸고 토쿠즈 오구즈(Toquz Oghuz) 원정을 이끌었다. 630년 중국인의 동돌궐 진압 이후, 토쿠즈 오구즈 연합은 튀르크인의 심장부이자 상징적인 중심지 외튀켄(Ötüken)을 차지하고 지배했다. 그리하여 토쿠즈 오구즈의 축출과 외투켄 재정복은 일테리쉬 카간에게 있어 자신의 권위를 강화하고 스텝의 종주권, 튀르크인과 스텝 유목 민족의 진정한 카간이라는 지위를 획득하는데 필요했다. 투뉴쿠크 비문에는 이 원정에 대한 내용이 상세히 기재되어 있다. 비문에는 토쿠즈 오구즈의 한 탈영병이 튀르크 추장들에게 토쿠즈 오구즈 카간인 야글라카르(Yaglakar) 가문의 바즈 카간(Baz Qaghan) 혹은 약라갈독해지(藥羅葛獨解支)가 당(唐)과 거란(契丹)에 서신을 보내어 돌궐 정벌을 위해 삼국동맹을 맺자고 제안했다고 기록되어 있다. 이를 안 투뉴쿠크는 일테리쉬 카간에게 알리고, 토쿠즈 오구즈를 선제 공격하자고 충고했다. 그리하여 돌궐은 외튀켄으로 확장하였고 토쿠즈 오구즈 전사 3천명을 패배시켰다.
685년 외튀켄 정벌 완수 후, 돌궐은 토쿠즈 오구즈를 사주하여 당에 반기를 들게 했다. 이로 인해 당이 또다른 반란이 일어났다고 인지하였다.이에 대응하여 당은 약 3만명의 군대를 온 오크(On Oq)에서 전양명(田揚名) 장군의 지휘 하에 파견하여 토쿠즈 오구즈를 굴복시키려 하였다. 원래 위구르인이었으나 당에게 항복한 토쿠즈 오구즈는 안북도호부 동성(同城)에서 재결집하였다. 그러나 통그라(Tongra)와 푸구(Pugu) 부족은 계속 반란을 일으켰고, 당은 또 다른 장수 유경동(劉敬同)을 파견하여 반란을 진압했다.토쿠즈 오구즈는 기근으로 사상자가 급격히 증가하자, 당에 결국 항복하였고 하서회랑(河西迴廊)에 크게 재결집하였고, 튀르크인들은 외투켄을 완전히 지배하고 재결집할 수 있었다.

### 산동 원정
684년 8월 31일, 일테리쉬 카간과 투뉴쿠크(중국명 아사덕원진阿史德元珍)은 정무정 지휘 하에 삭주(朔州) 원정을 시작했다. 당의 장수들 간의 경합으로 원정 동안 돌궐은 어려움을 맞이했지만, 당 장수들이 정치적 스캔들이 휘말리고 처형당하면서 돌궐은 우세를 점하였다. 685년 3월 11일에서 16일 사이 돌궐은 삭주와 대주(代州)를 약탈했고, 흔주(忻州)에서 순우처평(淳于處平)과 충돌, 당군 5천명의 사상자가 발생했다.
686년, 당 황제는 백제(百濟) 유민 출신 흑치상지(黑齒常之)를 파견하여 당을 침공한 돌궐군을 저지하고자 하였다. 양정(兩井) 전투에서 돌궐군은 작은 패배를 당하였다. 저녁 무렵 돌궐군이 당 군영을 급습했지만 결국 당군에 패배했다. 일테리쉬 카간이나 투뉴쿠크 모두 이 전투에 대한 중국 기사에 언급되어 있지 않은데, 이는 돌궐군 주요 부대가 고비사막 북부에 파견되었다는 것을 시사한다. 투뉴쿠크 비문에 의하면, 일테리쉬 카간이 지휘하는 돌궐군은 당의 영토 깊이 들어와 정벌하였고, 산동과 '탈루이(Taluy)'에 이르렀다. 산동(山東)은 태항산맥(太行山脈) 동쪽 영역을, 탈루이는 동중국해를 의미하였다. 탈루이는 근해(sea)나 대양(ocean)으로 해석된다. 비문에는 이 원정동안 돌궐군은 23개 당의 도시를 포위하였다고 기록되었지만 이름은 언급되어 있지 않은데, 실제론 일테리쉬 카간 휘하의 돌궐군이 약탈했던 당의 도시 개수 전체를 의미하는 것으로 보인다. 그러나 중국 문헌에서는 687년 4월 9일 일테리쉬 카간과 투뉴쿠크가 유주(幽州) 창평(昌平)을 약탈했다고 기록하였다. 흑치상지는 돌궐군을 저지하였으나 그에 관한 기록은 없다. 687년 9월 12일과 10월 11일 사이, 흑치상지는 삭주 공격을 하던 돌궐군을 저지하여 승리하였고, 일테리쉬 카간의 군대를 완전히 괴멸시켰다. 패배 이후 한달 뒤, 당 장수 찬보벽(爨寶璧)은 고비사막 북쪽으로 패주한 돌궐군 나머지를 포획하였다. 당 조정은 그에게 흑치를 따라 진군할 것을 명령했지만, 그는 홀로 군대를 이끌고 돌궐 영토로 진격하였다. 돌궐과 찬보벽 군 간의 전투는 찬보벽 군대의 전멸로 끝났다. 687년 11월 19일, 당 장수는 무측천에게 처형되었다.

### 돌궐에 대항한 당•오노크•키르키즈의 연합
이 승리 이후 688-694년 사이, 일테리쉬 카간은 서정에 집중하였다. 투뉴쿠크 비문에는 당, 온옥(On Oq , Wuzhile가 지휘하는 튀르게쉬Türgesh),  예니세이 키르기즈(Kyrgyz)가 돌궐에 대항하여 군사 연합을 형성하였던 것으로 보인다. 삼국 연합은 알타이산맥에 군대를 파견하고 거기에서 돌궐 영토로 확장하고 새롭게 형성된 국가를 파괴하는 것을 목적으로 하였다.
투뉴쿠크는 일테리쉬 카간에게 키르기즈 원정을 우선 할 것을 충고했다. 사얀(Sayan)과 탄누올라(Tannu-Ola) 산맥을 가로지르는 10일간의 여정 이후, 돌궐 군대는 잠들어 있던 키르기즈 군대를 매복공격하였다. 이로 인해 키르기즈 군대는 전멸하였고 카간은 처형되었으며, 키르기즈는 항복하여 일테리쉬 카간과 동맹을 서약하였다. 이 승리 이후 돌궐군은 튀르게쉬 공격에 나섰다. 비문에는 일테리쉬 카간이 하툰(khatun) 일빌가 하툰(El Bilga Khatun, Ilbilga Khatun)의 사망으로 인한 장례를 위해 외튀켄으로 돌아와야 했다고 기록되어 있다. 결국 아들 이넬 카간(Inel Qaghan)과 동생 타르두쉬 샤드(Tardush Shad) 뵈귀촐(Bögü Çor) 혹은 묵철(默啜)은 군대 수장으로 지명되었으나 실제로는 투뉴쿠크가 원정 지휘를 이행하였다. 투뉴쿠크는 돌궐군을 이르티쉬(Irtysh)를 가로질러 인도하였고, 당군의 수행단에 지원을 받았던 튀르게쉬와 야리쉬 평원(Yarïsh Plain) 전투를 벌였고 이들을 완패시켰다. 튀르게쉬 샤드와 야브구는 처형되었지만 튀르게쉬 카간은 생포되었다. 중국 문헌에는 690년 11월 7일과 12월 5일, 6만여 명의 온옥인이 당 조정에 투항하였으며 당의 변경에 정착했다고 전한다. 돌궐은 서쪽으로 확장하여 토하라(Tocharia)와 소그드(Sogdia)의 조공을 받았다.

## 말년과 사망
일테리쉬 카간의 말년과 사망에 대해서는 거의 날려져 있지 않다. 투뉴쿠크 비문은 그이 사망에 관한 정보는 제시하지 않으며 오로지 묵철가한(默啜可汗) 혹은 카파간 카간(Qapaghan Qaghan)이 27세에 형의 뒤를 이어 카간을 계승했다는 것만 적고 있다. 퀼 테긴 비문(Kul Tigin inscription)과 빌게 카간 비문(Bilge Qaghan inscription)을 분석해 보면, 두 비문의 주인공 퀼 테긴과 빌게 카간은 아버지 일테리쉬 카간이 사망할 때 각각 7세와 8세였다는 기록이 있어, 일테리쉬 카간이 691년 사망했다는 것을 알 수 있다.

## 퀼 테긴의 기념 비문
퀼 테긴 비문에수 일테리쉬 카간은 10~12번째 열에 기록되어 있다. 내용은 다음과 같다.(영역본을 중역)
...따라서 앞에서 말함 튀르크 텡그리, 튀르크인의 성스러운 땅과 물은 다음과 같이 말했다. "튀르크인이 망하지 않고 다시 국가가 되기 위하여" 그들은 나의 아버지 일테리쉬 카간과 나의 엄마 일빌가 카툰(Ilbilga Katun)을 길렀고 왕위까지 앉혔다. 우리 아버지 카간은 17명의 용맹한 군주들을 규합하였으며, ... 텡그리는 이들에게 힘을 부여하였다. 나의 아버지의 군대는 늑대와 같았고, 이들의 적은 양과 같았다. ...(...Then Turk Tengri above, Turkish holy Earth and Water said as follows: "In order to Turkish people would not go to ruin and in order to should be a nation again", They rose my father Ilterish Kagan and my mother Ilbilga Katun, to the top and sat them upwards on the throne. My father, the kagan gathered together seventeen brave Lords... Tengri gave them power. My father's army was like wolves, their enemies were like sheep...")

## 유산
쿠틀루(Kutlu), 쿠틀룩(Kutluk), 일테르(İlter), 일테리쉬(İlteriş)는 튀르키예인의 남성 이름으로 흔하였으며, 일테리쉬 카간을 기념하는 것이다. 미할리 도브로비츠(Mihaly Dobrovits)는 장자 계승제를 바꾸어 돌궐 제1제국의 운명을 피하고자 했다.
2022년 8월 23일, 그를 기리는 튀르크어와 소그드어(Sogdian) 비석이 비문이 몽골 외튀켄(Ötüken) 지역 항가이산맥(Khangai Mountains)에서 발견되었다.